# Xiao Junfeng
Xiao Junfeng (Shanghái, China, 12  de julio de 1979) es un gimnasta artístico chino, campeón olímpico en 2000 en el concurso por equipos, y campeón del mundo, también en el concurso por equipos, en 1997.

## Carrera deportiva
En el Mundial de Lausana 1997 gana el oro en el concurso por equipos —China queda por delante de Bielorrusia y Rusia—; sus cinco compañeros del equipo chino fueron: Shen Jian, Li Xiaopeng, Huang Xu, Lu Yufu y Zhang Jinjing.
Y en los JJ. OO. de Sídney 2000 vuelve a ayudar a su país a conseguir el oro en el concurso por equipos, quedando por delante de Ucrania (plata) y Rusia (bronce); en esta ocasión sus compañeros en el equipo eran: Xing Aowei, Yang Wei, Zheng Lihui, Huang Xu y Li Xiaopeng.